# Ad un'ora della notte
Ad un'ora della notte (Night Watch) è un film del 1973 diretto da Brian G. Hutton.
La pellicola, con protagonisti Elizabeth Taylor e Laurence Harvey, è adattata da una pièce teatrale di Lucille Fletcher.

## Trama
Ellen Wheeler è una infelice e solitaria casalinga, il cui matrimonio con John è sull'orlo del fallimento. Soffre di insonnia e passa spesso la notte a fumare guardando fuori dalla finestra.
In una notte di temporale, nota che nel palazzo di fronte - deserto da tempo - il vento ha fatto aprire le finestre e vede un uomo seduto su di una poltrona con la gola tagliata. Terrorizzata, avvisa il marito John, il quale chiama la polizia che però non trova nulla. 
Il mattino dopo la donna nota che Appleby, il vicino che si occupa del giardino, ha piantato dei fiori e sospetta che proprio sotto le piante sia nascosto il corpo della vittima. Interrogato dalla polizia, l'uomo ammette di aver lavorato durante la notte ma non consente di scavare per verificare se ci sia o meno un corpo sepolto.
Parlando con John, l'ispettore Walker viene a sapere che Ellen, alcuni anni prima, ha subito un crollo psicologico quando il marito era morto in un incidente d'auto assieme ad una giovane amante, ed entrambi concordano che forse è il caso di ricoverare nuovamente la donna.
La coppia ospita spesso Sarah, un'amica di Ellen che viene periodicamente per incontrare il suo amante, un uomo sposato di cui non rivela l'identità. Inizialmente scettica, una sera anche Sarah vede qualcosa alla finestra e inizia a credere alla versione di Ellen. Si trattava invece del vicino Appleby che viene momentaneamente arrestato e finalmente si riesce a scavare nel giardino, dove però non si trova nulla. 
John si consulta con Tony, un suo amico medico, che gli consiglia di portare Ellen in una clinica in Svizzera e lei accetta quasi immediatamente.
Prima di partire, John chiede ad Ellen di firmare alcune procure per poter gestire i suoi affari durante la sua assenza; in uno di questi documenti compare il nome della società immobiliare proprietaria della casa di fronte. Nei cassetti del marito Ellen trova anche la chiave del cancello della stessa casa.
Accusa quindi il marito di aver ordito un piano per farla impazzire e di avere una relazione con l'amica Sarah, ma l'uomo non fa che negare e lei scappa nella casa abbandonata dove vengono raggiunti anche da Sarah. Ellen pugnala a morte sia il marito che l'amica e sistema i corpi come diceva di averli visti dalla finestra, poi chiama la polizia, che però lascia cadere nel vuoto la segnalazione.
Ellen non era sull'orlo di un nuovo esaurimento ma, avendo scoperto la relazione tra John e Sarah, ha ordito un diabolico piano per punirli, ucciderli e farla franca. Dopo le numerose segnalazioni alla polizia era sicura che non sarebbero più intervenuti per un sopralluogo quando il vero delitto sarebbe stato commesso.
A sorpresa però compare il vicino Appleby, il quale confessa di essere cresciuto nella casa dove vive adesso Ellen e si complimenta per il suo piano, ma non andrà alla polizia per denunciarla perché sicuro di non essere creduto. La donna allora gli propone di occuparsi della casa durante la sua assenza - che non sa ancora quanto durerà - e lui accetta con soddisfazione.